# Lista do patrimônio histórico no Espírito Santo
Essa é uma sublista da lista do patrimônio histórico no Brasil para o estado brasileiro do Espírito Santo.
| Município               | Monumento ou obra                             | Esfera do tombamento | Uso atual                       | Ano do tombamento |
| ----------------------- | --------------------------------------------- | -------------------- | ------------------------------- | ----------------- |
| Anchieta                | Igreja Nossa Senhora da Assunção e residência | Federal              | Museu do Padre Anchieta         | 1943              |
| Guarapari               | Igreja de Nossa Senhora da Conceição          | Federal              | —                               | 1970              |
| Serra                   | Igreja dos Reis Magos e residência            | Federal              | —                               | 1943              |
| Viana                   | Igreja de Nossa Senhora da Ajuda              | Federal              | —                               | 1950              |
| Viana                   | Imagem de Nossa Senhora da Conceição          | Federal              | —                               | 1950              |
| Vila Velha              | Convento e Igreja de Nossa Senhora da Penha   | Federal              | —                               | 1943              |
| Vila Velha              | Igreja de Nossa Senhora do Rosário            | Federal              | —                               | 1950              |
| Vitória                 | Casa à rua José Marcelino, 197                | Federal              | —                               | 1967              |
| Vitória                 | Casa à rua José Marcelino, 203-205            | Federal              | IPHAN Sub-regional 6            | 1967              |
| Vitória                 | Casa e chácara do Barão de Monjardim          | Federal              | Museu Solar Monjardim           | 1940              |
| Vitória                 | Igreja de Nossa Senhora do Rosário            | Federal              | —                               | 1946              |
| Vitória                 | Igreja de Santa Luzia                         | Federal              | Museu de Arte Religiosa         | 1946              |
| Vitória                 | Igreja de São Gonçalo                         | Federal              | —                               | 1948              |
| Fundão                  | Antiga Residência da Família Agostini         | Estadual             | Museu e Casa da Cultura         | 1985              |
| Cachoeiro de Itapemirim | Fábrica de Pios de Caça “Maurílio Coelho”     | Municipal            | Fábrica de Pios Maurílio Coelho | 2003              |
| Baixo Guandu            | Edifício Madame Albertina Holz                | Municipal            |                                 | 2005              |
| Santa Teresa            | Residência Augusto Ruschi                     | Estadual             | Memorial Augusto Ruschi         | 1990              |